# Warracknabeal Airport
Warracknabeal Airport är en flygplats i Australien. Den ligger i regionen Yarriambiack och delstaten Victoria, omkring 280 kilometer nordväst om delstatshuvudstaden Melbourne.
Trakten runt Warracknabeal Airport är nära nog obefolkad, med mindre än två invånare per kvadratkilometer.. Närmaste större samhälle är Warracknabeal, nära Warracknabeal Airport.
Trakten runt Warracknabeal Airport består till största delen av jordbruksmark. Genomsnittlig årsnederbörd är 406 millimeter. Den regnigaste månaden är juni, med i genomsnitt 64 mm nederbörd, och den torraste är januari, med 9 mm nederbörd.